# Ramón Sota
Ramón Sota Ocejo (Pedreña, Cantabria, 23 de abril de 1938 - Santander, Cantabria, 28 de agosto de 2012) fue un jugador profesional de golf de los años 50 y 60, campeón de España en cuatro ocasiones.

## Biografía
Ramón Sota nació en la localidad cántabra de Pedreña (Marina de Cudeyo) en 1938. El menor de siete hermanos, trabajó tanto en el campo como en la mar. Se inició en el mundo del golf como caddie en el Real Club de Golf de Pedreña. Ya como jugador destacó desde joven, logrando su primer campeonato de España a los dieciocho años (1956); logró el campeonato en otras tres ocasiones más (1959, 1960 y 1961).
A nivel internacional destacaron sus dos subcampeonatos de la Copa del Mundo, uno de ellos junto a Sebastián Miguel en 1963 y otro junto a Ángel Miguel en 1965; su participación en el Open Británico de 1963, finalizando séptimo, y en el Masters de Augusta de 1965, en el que terminó en la sexta plaza de la clasificación final, siendo ésta la mejor clasificación de un europeo en la competición hasta esa fecha. En 1971 finalizó primero en la Orden de Mérito Europeo. Se retiró del golf profesional a los 34 años (1972).
Un club de golf y una escuela en Agüero llevan su nombre. Fue tío del también golfista profesional Severiano Ballesteros.

## Palmarés
- Campeón de España de golf (4): 1956, 1959, 1960 y 1961
- Campeón del Open de España (1): 1963
- Campeón del Open de Portugal (3): 1963, 1969 y 1970
- Campeón del Abierto de Francia de Golf (1): 1965
- Campeón del Open de Brasil (1): 1965
- Subcampeón del Open de Brasil (1): 1966
- Campeón del Open de Holanda (2): 1966 y 1971
- Campeón del Open de Puerto Rico (1): 1966
- Campeón del Madrid Open (1): 1969
- Campeón del Open de Italia (1): 1971
- Campeón del Open de Algarve (1): 1971
- Subcampeón de la Copa del Mundo (2): 1963 (junto a Sebastián Miguel) y 1965 (junto a Ángel Miguel)